# Vandétanib
Le vandétanib est un médicament utilisé dans le traitement de certaines formes de cancer de la thyroïde et vendu sous le nom de marque Caprelsa.

## Mode d'action
Il agit comme un inhibiteur de kinase, principalement du récepteur 2 du facteur de croissance endothélial vasculaire  et du récepteur du facteur de croissance épidermique .

## Usage médical
Le vandétanib est un médicament anticancéreux utilisé pour traiter un type de cancer de la thyroïde, en particulier le cancer médullaire de la thyroïde. Cela augmente le temps nécessaire avant que la maladie ne s'aggrave. Le médicament est pris par voie orale.

## Effets secondaires
Les effets secondaires de ce médicament comprennent l'acné, l'hypertension artérielle, les maux de tête, le faible taux de calcium, l'hypoglycémie ou la diarrhée. D'autres effets secondaires incluent l'allongement de l'intervalle QT, la sensibilité au soleil, la perte de cheveux, le gonflement ou les dépôts cornéens,. L'utilisation de ce médicament pendant la grossesse ou l'allaitement peut nuire au fœtus.

## Histoire
Le médicament a été approuvé pour un usage médical aux États-Unis en 2011. Au Royaume-Uni, cela coûte au NHS 5 000 livres sterling par mois en 2020. Aux États-Unis, ce montant coûte environ 16 000 dollars américains  en 2021 ;  tandis qu'au Canada, il coûte environ 5 900 dollars canadiens par mois en 2017.